# Богородицкое (Добринский район)
Богоро́дицкое — село Добринского района Липецкой области. Центр Богородицкого сельсовета. Расположено в 5 км от железнодорожной станции Плавицы.

## История
Село возникло в XVIII веке. Как село с церковью известно с 1781 года. Эта церковь была освящена во имя Казанской иконы Божией Матери -  Пресвятой Богородицы, отсюда — название.

Некоторое время имело название Баря́тино — по фамилии владельцев князей Барятинских.
В 1814 году в селе «по ревизии мужеска пола 420 душ, в единственном владении, на реке Плавице, земли и всяких угодий 3,150 десятин, мельница, с коей получается оброку 1,200 р., Господская пашня, сеится на Господина 600 десятин, 2 сада, небольшой конской завод из лучших лошадей, также рогаой скот и овчарной, при дурном хозяйстве получается дохода слишком 20,000 р.» 
1861— 1923 годы —  центр Барятинской волости Усманского уезда Тамбовской губернии.

## Население
| 2010 |
| ---- |
| 331  |

## Объекты культурного значения
- Церковь Казанской иконы Божьей Матери, 1907 г.  памятник архитектуры (региональный)
- Школа земская (нач. XX в.)  памятник архитектуры (вновь выявленный объект)